# Urbanización El Centro
La Urbanización El Centro es una zona residencial de la ciudad de Maracay en el estado Aragua en Venezuela, perteneciente a la parroquia José Casanova Godoy del Municipio Girardot. 

## Ubicación y límites
La urbanización El Centro está ubicada en la zona sureste de Maracay, frente a lo que hasta hace poco era la empresa Textilera Sudantex en la avenida Bermúdez. Limita al norte con la calle Hipódromo, al sur con la avenida Aragua, al este con la avenida Bermúdez y al oeste con la avenida Principal de San Ignacio. Por su ubicación geográfica, tiene accesos a todos los puntos de la ciudad de Maracay, al terminal de pasajeros y la autopista Regional del Centro.

## Transporte y vialidad

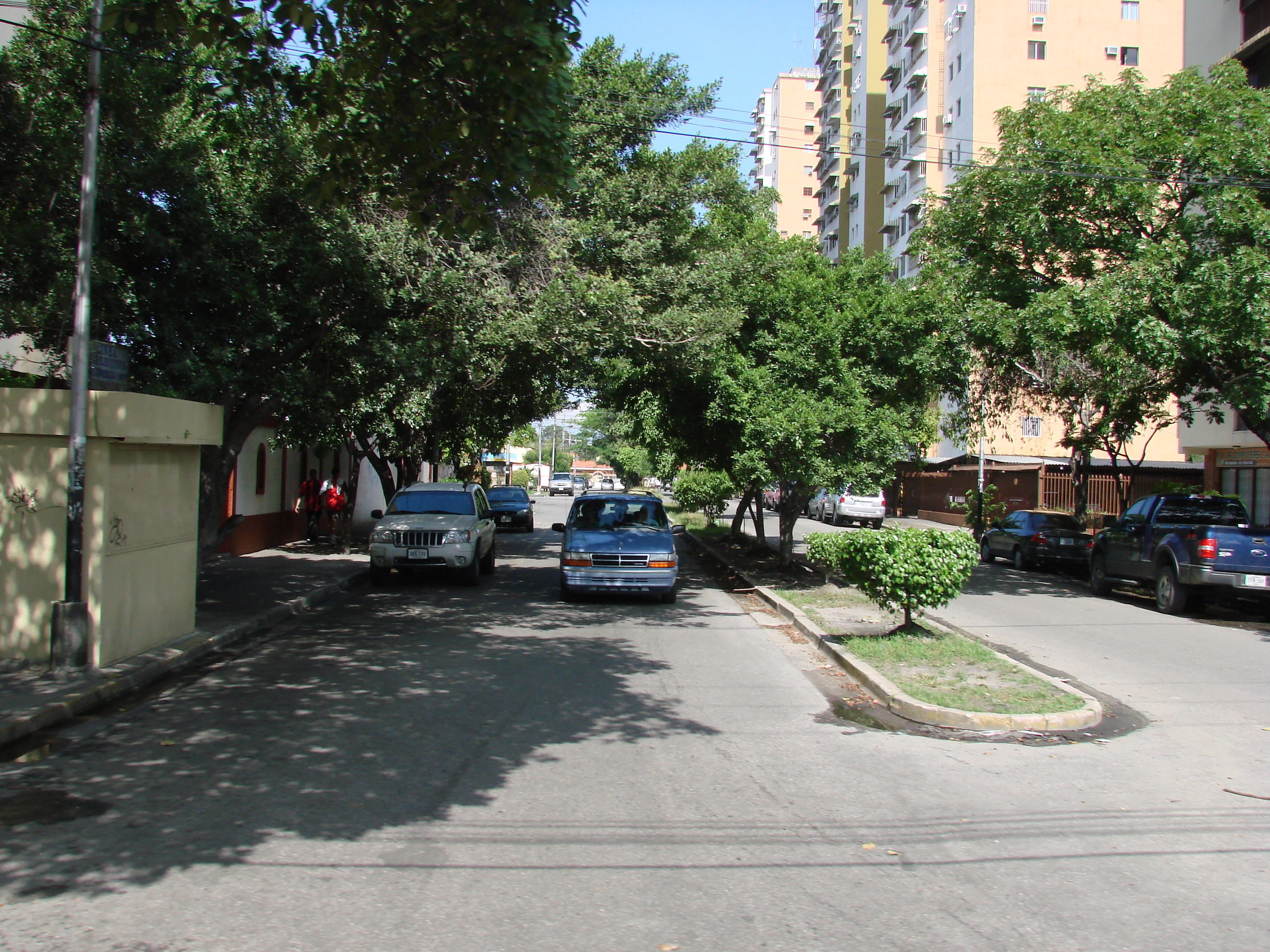
Avenida Bermúdez.

La urbanización está conectada con el sistema de transporte público de la ciudad en las rutas que sirven desde el sector Los Samanes  y  desde el sector San Miguel hasta el Terminal Urbano y Extraurbano de Pasajeros, por la avenida Bermúdez y la avenida Aragua. En ella se encuentran algunas instituciones públicas y privadas, entre ellas, la Comisaría de la Policía Nacional,  el Colegio Academos, la Escuela Lucas Guillermo Castillo, El Ambulatorio tipo II de Corposalud, el Geriátrico Un Nuevo Sol y la Capilla Juan Pablo II ( próxima a ser construida) 
Las principales vías son:
- Avenida La Victoria: Ubicada en el centro de la Urbanización, en ella se encuentran la mayoría de las casas y quintas que conforman la zona residencia.
- Calle Zamora.
- Calle Turmero.
- Calle Cagua
- San Mateo
- Calle Palo Negro
- y las calles 1, 2, 3, 4, 5, 6 y 7.

## Actividades

### Residencia, servicios y recreación

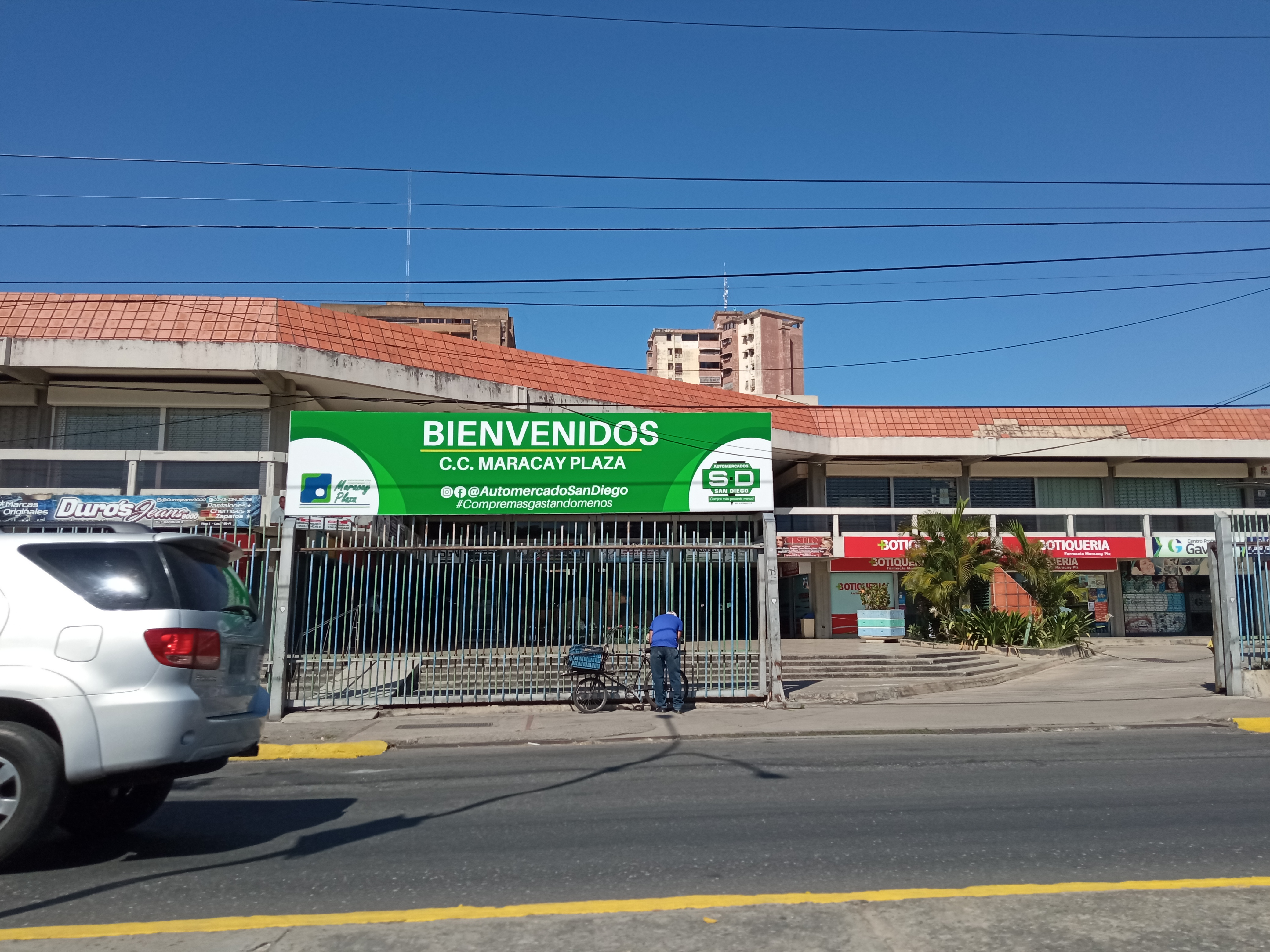
Vista del Centro Comercial Maracay Plaza, ubicado en pleno centro de la urbanización.

La urbanización es casi enteramente residencial, con la presencia del Centro Comercial Maracay Plaza, fundado en los años 90, el cual ha servido para el desarrollo comercial de la zona. Es el centro comercial con más instituciones bancarias en la ciudad, y además cuenta con un supermercado, cadenas de comida rápida, consultorios médicos, panadería, peluquerías, tiendas deportivas, Boutiques, varios cibers y un parque infantil. 
Hay dos tipos de viviendas en este conjunto residencial: 
- Quintas: construcciones que datan de los años 70, hechas para familias de entre 3 y 5 personas, de una o dos plantas.
- Edificios: los cuales están formados por conjuntos residenciales de más de una torre, son unos de los edificios más altos de la ciudad, que alcanzan hasta 22 pisos de altura, muchos de ellos con áreas recreacionales, salones de fiesta y piscinas de uso privado.

La urbanización es una zona de clase media. Esta urbanización es una de las pocas en la ciudad de [Maracay] que cuenta con su propio sistema de drenaje de aguas de lluvia y de desecho, comúnmente llamadas aguas negras.
- Datos: Q6157347